# Lierre grimpant
Hedera helix
Pour les articles homonymes, voir Lierre.
Espèce
Classification phylogénétique
Statut de conservation UICN

 LC  : Préoccupation mineure
Le Lierre ou Lierre grimpant (Hedera helix L.) est une espèce de plantes à fleurs de la famille des Araliaceae. C'est une liane arbustive à feuilles persistantes. L'espèce est spontanée dans la zone tempérée eurasiatique de l'hémisphère nord. Elle est également cultivée comme plante ornementale.

## Phytonymie
Le nom scientifique Hedera est issu du latin hedera, (de haerere « être attaché »). Hedera a d'abord abouti au très ancien français edre (Xe siècle), iedre (XIe siècle) puis à iere en ancien français, du genre masculin. Ce dernier, agglutiné avec l'article défini, a donné lierre dès 1372, avec l'ajout d'un r graphique supplémentaire. L'épithète spécifique Helix (de elein, « s'enrouler ») suggère un enroulement en vrille, et désignait sans doute en grec une liane volubile, donc une espèce différente.
Le Lierre grimpant porte de nombreux noms vernaculaires : « drienne », « lierre des poètes », « lierret », « rondelette », « rondette », « rondote », « herbe de Bacchus », « herbe de saint Jean » (référence à la période de récolte), « herbe à cors » ou « herbe à dents » (en raison de son usage médicinal traditionnel). L’appellation « bourreau des arbres » serait à éviter car elle prêterait à confusion avec la Periploca graeca.

## Description

### Appareil végétatif
C'est une liane arborescente, dont l'ancêtre est probablement d'origine tropicale, ce qui explique en partie que sa croissance est stimulée par des étés chauds et humides. C'est une des rares lianes que l'on trouve en Europe et en Asie Mineure (avec la clématite, le houblon, la vigne, la salsepareille ou le chèvrefeuille) qui forme des tiges ligneuses rampantes ou grimpantes de taille indéfinie (il atteint facilement 100 mètres de long et 30 m en hauteur, avec une croissance annuelle de 0,5 à un mètre). Ce lierre vit habituellement une centaine d'années, pouvant atteindre 1 000 ans si le support s’y prête.

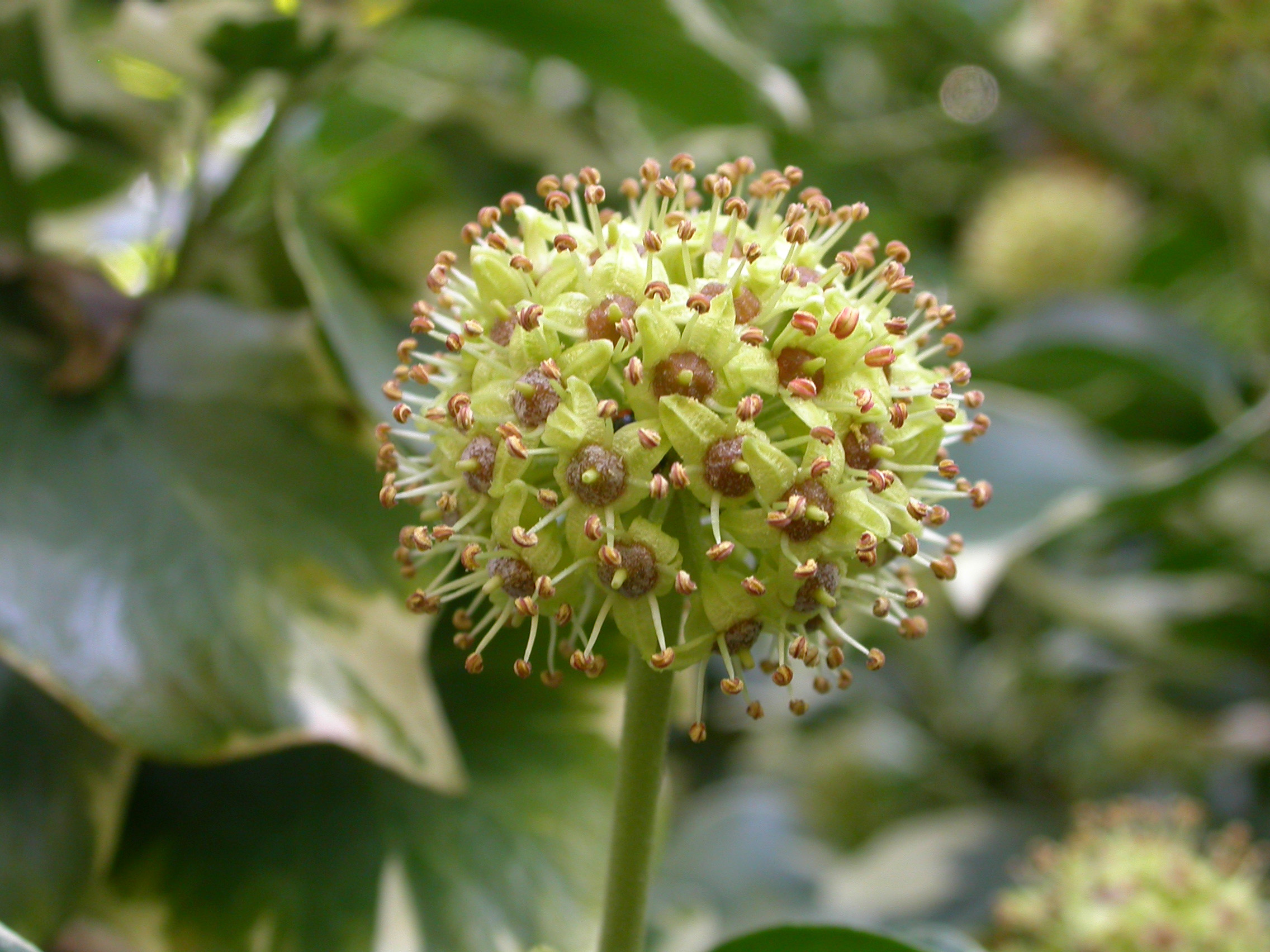
Ombelle de fleurs de lierre.
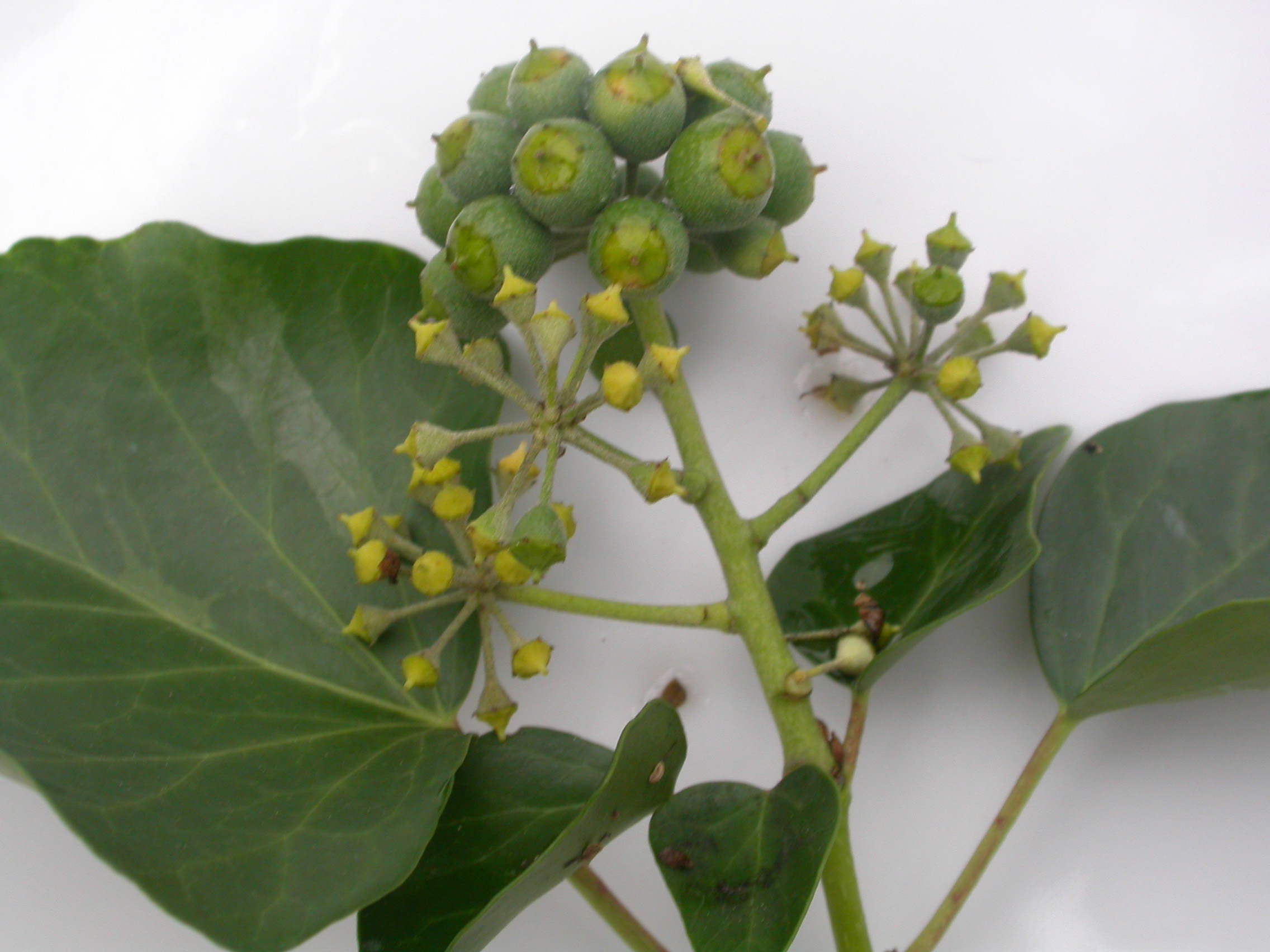
Ombelle de fruits de lierre.

Les feuilles du Lierre sont alternes, à limbe assez coriace, vert foncé ou légèrement blanchi sur les contours du limbe.
Les feuilles juvéniles sont en forme d'étoile, les feuilles adultes présentent deux formes différentes selon leur fonction (phénomène de dimorphisme foliaire ou hétérophyllie :
- les feuilles caulinaires sont palmatinervées à 5 lobes plus ou moins profonds (parfois 3) — rameau A sur l'illustration ci-dessous ;
- celles des tiges florifères (ayant accès à la lumière) sont ovales, à sommet aigu — rameau B.

Ces feuilles sont persistantes et tombent au cours de leur sixième année.
L'existence de feuilles juvéniles et adultes de forme différente a conduit les naturalistes du XIXe siècle à distinguer à tort deux espèces, le lierre rampant, appelé Lierre stérile, et le « Lierre en arbre » (Hedera arborea).

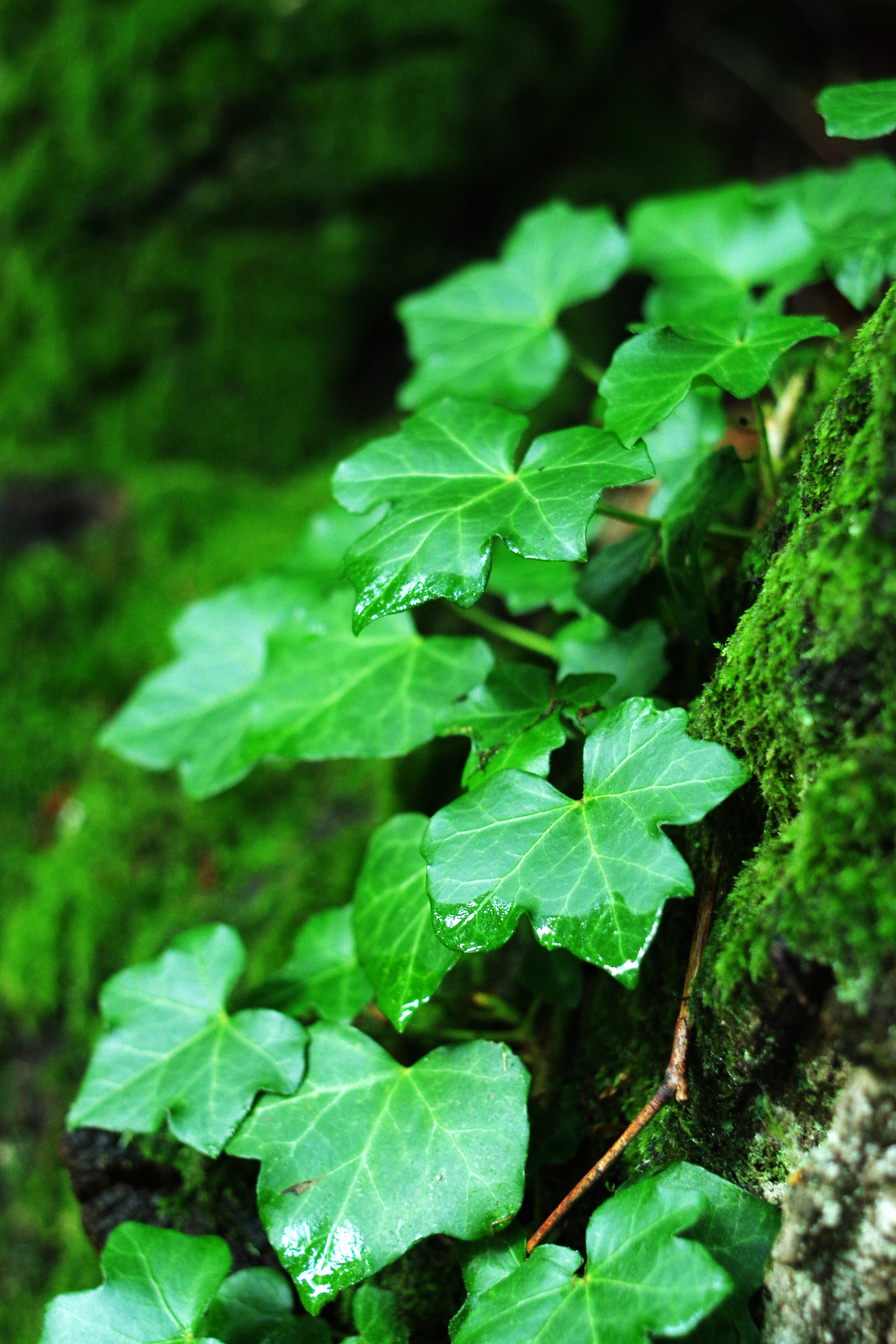
Rameau A.
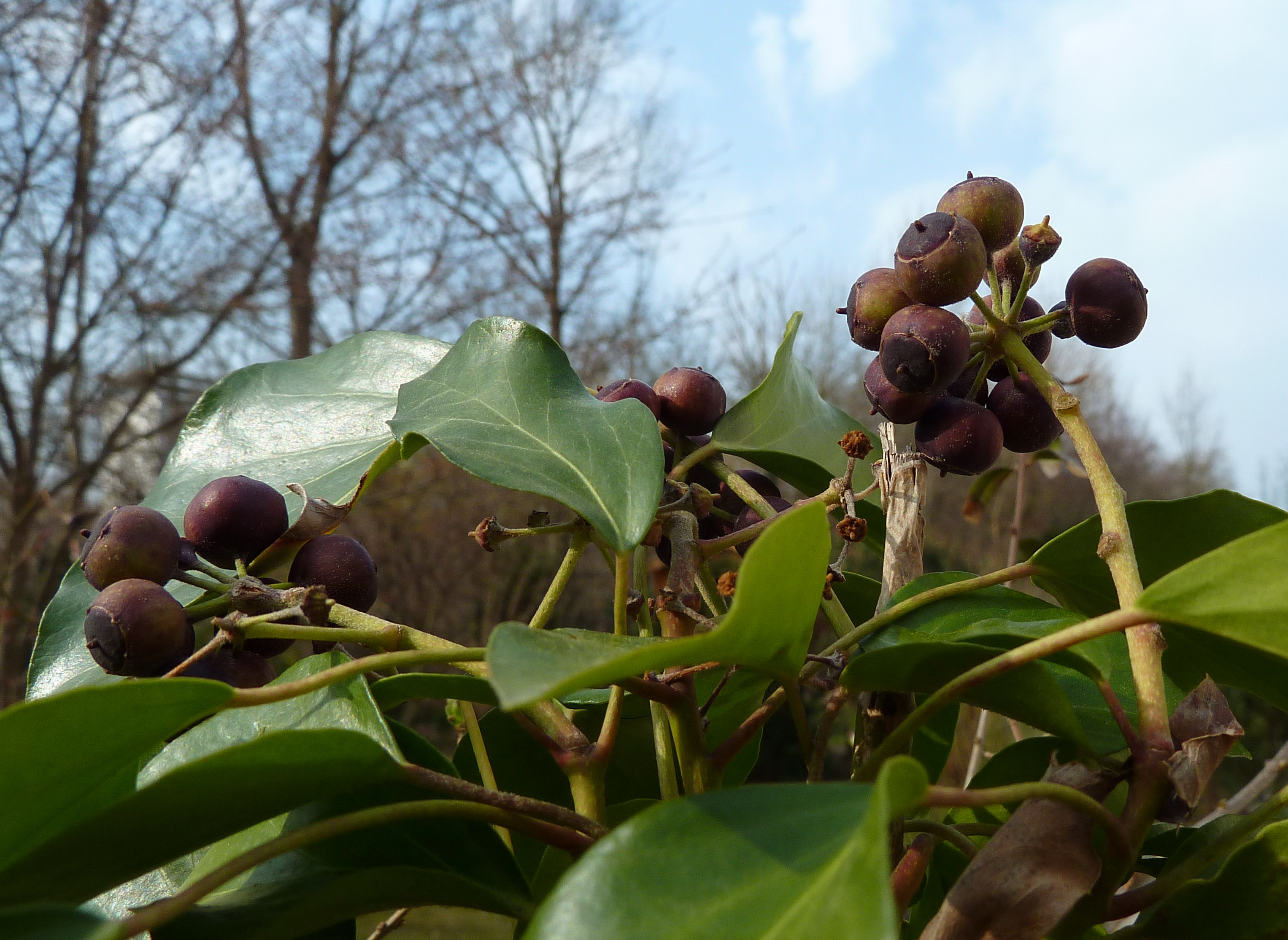
Rameau B.

Cuticule : Elle est cireuse et contient des acides gras libres, des alcools primaires, des aldéhydes et des alcanes en quantité variable selon la quantité et la composition de la cire, et selon la température : 
- à 18 °C, le rendement total de cire par unité de surface augmentait avec l'âge des feuilles, mais la cire s'altère par la formation rapide d'aldéhydes). Quand la feuille se développe, des quantités croissantes d'homologues supérieurs apparaissent dans la cuticule, dans les fractions d'alcools primaires, d'aldéhydes et d'alcanes ;
- à 28 °C, le rendement total de cire par unité de surface est bien moindre (et diminue légèrement avec l'âge des feuilles) et sa composition chimique est très différente (notamment il n'y a plus d'aldéhydes).

Rameaux : ceux qui sont grimpants sont partiellement ornés de poils étoilés grisâtres à 5-6 rayons. Ils portent au milieu des entrenœuds des crampons parfois difficiles à enlever à mains nues, qui sont des racines adventives transformées en crampons émettant de nombreux poils ventouses qui s'accrochent à un support (mur, arbre, arbuste, etc.). Ces racines modifiées n'ont aucune fonction absorbante : le lierre n'est pas une plante parasite (à la différence du gui par exemple), et il se nourrit uniquement avec son système racinaire souterrain.

### Appareil floral
Les fleurs, jaune verdâtre, portent cinq pétales. Elles sont regroupées en ombelles elles-mêmes disposées en grappes terminales. La floraison s'étale en septembre-octobre, et la fructification s'effectue vers la fin de l'hiver, début du printemps. Le lierre présente donc un cycle phénologique inversé par rapport aux plantes dont il se sert comme support.
Ce sont parmi les dernières fleurs en saison à offrir du pollen aux abeilles. Une abeille solitaire est d'ailleurs inféodée au lierre : Colletes hederae (l'« abeille du lierre »).
Les fruits du lierre grimpant sont des baies (8 à 10 mm de diamètre) noir bleuté groupées en ombelles. Ils renfermant de 3 à 5 graines.
Plus encore que les autres parties de la plante, les fruits sont toxiques pour les mammifères et en particulier pour l'homme car contenant des saponosides partiellement hydrolysés en un composé hédérine  (très toxique) si ingérés. Deux à trois baies ingérées donne déjà des signes d'empoisonnement : brûlures dans la gorge, maux de tête, tachycardie, crampes, vomissements/diarrhées. Une consommation plus importante provoque spasmes musculaires, paralysie. Des cas d'empoisonnement chez les animaux (chiens, cerfs, bovins et moutons qui en consomment faute de pâturages) et les humains (effets émétiques et purgatifs, respiration difficile, convulsions et jusqu'à des comas chez des enfants) sont rapportés. Certains mammifères carnivores en mangent tout de même en petite quantité.
Les fruits du Lierre sont riches en lipides (30 % dans la pulpe située entre les graines) et jouent ainsi un rôle important pour la survie de nombreux oiseaux à la fin de l'hiver, en particulier les passereaux (mésanges, pinsons, rouge-gorges, geais, merles, grives). Les passereaux sont alors de bons disperseurs des graines qu'ils ne digèrent pas, recrachées par le bec ou éjectées dans les fientes.
Contrairement aux passereaux, les pigeons ramiers digèrent les graines et ne sont donc pas vecteurs de la propagation des lierres.
C'est l'une des plantes qui, il y a plus d'un siècle (1879) fait l'objet d'études sur la capacité des feuilles à directement absorber l'eau de pluie et de la rosée.

## Écologie

### Cycle de développement

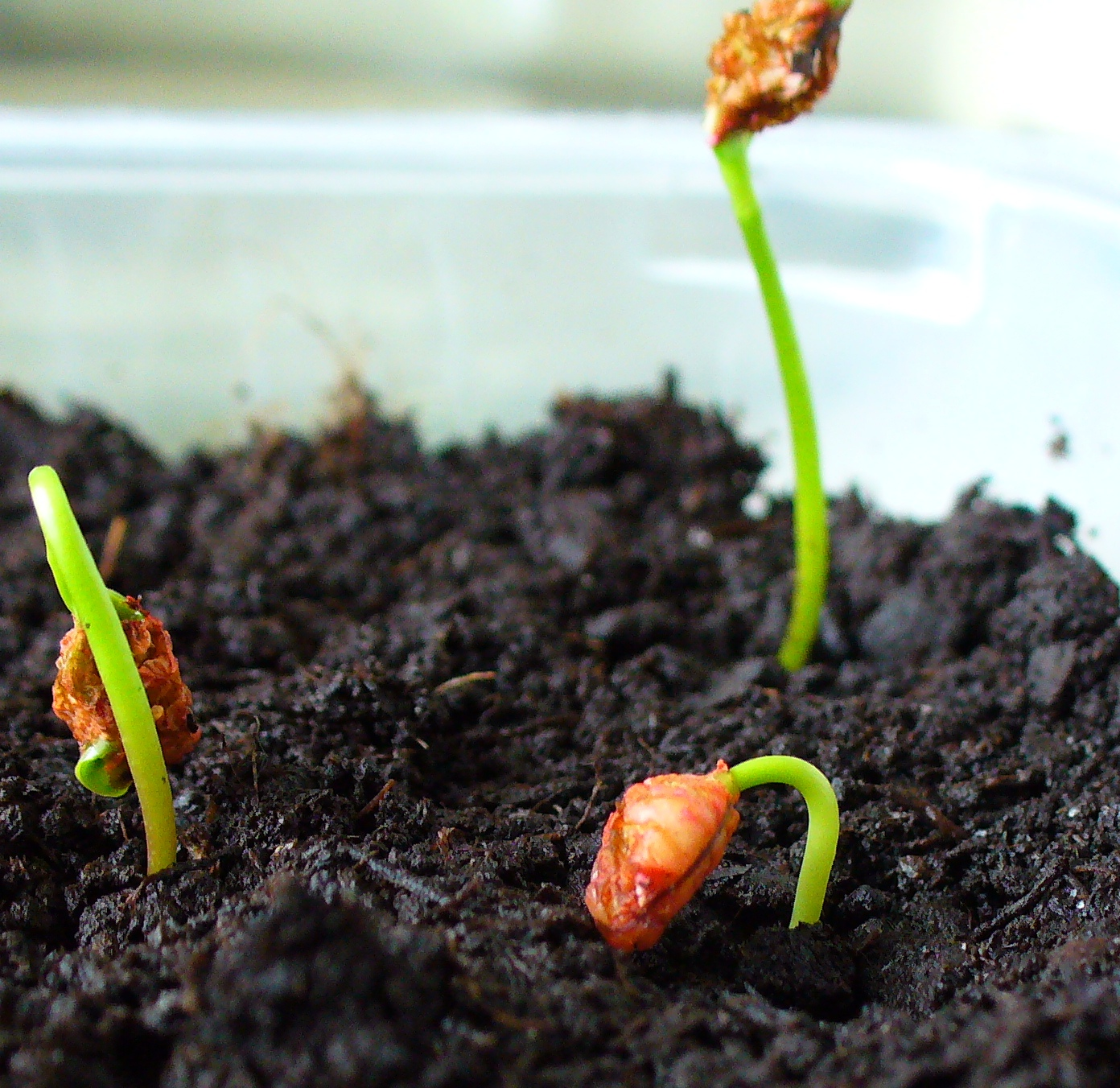
Apparition de la germination épigée à deux cotylédons du lierre.

La germination des graines du Lierre tombées au sol ou rejetées dans les excréments de passereaux frugivores (phénomène d'ornithochorie et d'endozoochorie) débute deux à trois semaines après leur dépôt dans le sol. Les jeunes plantules présentent d’abord deux cotylédons ovales entiers avant de développer les premières feuilles lobées puis des rameaux latéraux qui s'étalent au sol. La première vague de conquête des sous-bois correspond à la phase végétative juvénile sciaphile de la plante, le jeune lierre rampant vers la zone d'ombre (idéalement 3 à 5 % de lumière) créée par un grand arbre (processus de skototropisme décrit pour les lianes tropicales). À l'automne, les feuilles se chargent de sucres et de protéines, ce qui contribue, avec leur épaisse cuticule, à une grande résistance au gel (jusqu'à - 25 °C). Le cycle de vie du lierre présente une période d'activité végétative en hiver en raison de cette résistance. Cette phase juvénile peut durer d'une à plusieurs dizaines d'années. Les tiges couchées radicantes sur le sol forment alors un tapis en sous-bois. Le stade adulte (seule phase susceptible de permettre au lierre de fleurir et de se reproduire) correspond à une phase héliophile de la liane : lorsque les tiges rampantes juvéniles rencontrent un support vertical (idéalement un gros arbre isolé, à l'écorce rugueuse, apportant 3 à 5 % de lumière), elles escaladent ce support, grimpant vers le soleil. La réaction de la plante en termes de photosynthèse et de croissance face à une irradiance donnée varie selon le cultivar.

### Mutualisme entre lierre et arbre support
La mauvaise réputation du lierre provient des auteurs antiques grecs et romains qui s'étonnent qu'on ait voué à Dionysos cette plante parasite. Théophraste affirme dans son Histoire des Plantes que le lierre tue les arbres qu’il a escaladés. Pline l'Ancien dans son Histoire Naturelle reprend ce thème : « Le lierre est nocif pour les arbres et les plantes, et réussit à s’insinuer dans les tombes et les murs ». S'il est vrai que cette plante ruine les vieux murs fissurés des maisons, ou soulève des pierres tombales dans les cimetières (sinistre réputation qui a perduré jusqu'au XXIe siècle et lui a valu d'être régulièrement arraché ou sectionné à la tronçonneuse), elle est reconnue aujourd'hui comme un organisme doté d'un très grand mutualisme (et sans impact négatif sur les murs ou les arbres sains), ce qui explique son succès et sa répartition très commune.
Les véritables pelotes permanentes de lierre dans un arbre servent d'abri et de lieu d'hibernation à une faune nombreuse. Ainsi il permet d'accroître la quantité d'auxiliaires utiles (par exemple pour un verger) car il leur fournit un réservoir de proies supplémentaires. Il sert en particulier de lieu d'hibernation pour la forme adulte du papillon Citron (Gonepteryx rhamni) ou des coccinelles.
Le Lierre ne fleurit que de fin septembre à octobre, voire novembre, c'est-à-dire après que la plupart des autres plantes ont terminé leur floraison, la concurrence pour la pollinisation des fleurs est alors moindre. C'est ainsi une source critique de nourriture pour les abeilles et autres insectes à une période où il y a peu de fleurs et où l'hiver arrive, et donc ensuite de fruits pour les oiseaux, en février, à une période où de même peu de fruits sont disponibles. Loin d'être un parasite, c'est à l'inverse un organisme mutualiste.
Le Lierre ne mérite donc pas son surnom de « bourreau des arbres ». On voit parfois des arbres morts recouverts de lierre mais cela ne signifie pas que ce dernier soit responsable de leur mort, qui ne lui sert que de support. Lors de promenades durant l'hiver, on pourrait croire que les arbres à feuilles caduques sont étouffés par le lierre, qui reste bien vert durant l'hiver, mais ce n'est qu'une fausse impression, donnée par la complémentarité des cycles de développement du lierre et de son support. Le lierre est aussi un des principaux dépolluants de l'atmosphère (principalement les particules de poussières). De concert avec l'arbre, il participe à assainir l'air environnant, et donc l'air que nous respirons.
Parfois, les tiges du lierre finissent par enserrer complètement le tronc de l'arbre qui le supporte, mais même ces cas très rares ne posent généralement pas de problème. En effet, quand cela arrive, encore faudrait-il pour que l'arbre soit gêné que le lierre se soit enroulé autour tel un chèvrefeuille, ce qui est encore une fois peu commun, le lierre poussant surtout verticalement et de façon rectiligne sur son support sans gêner les flux de sève - à la différence d'une glycine ou d'un vieux chèvrefeuille qui causent des déformations et retards de croissance à leur arbre support.
Les tiges rampant sur le sol émettent, au niveau de leurs nœuds, des racines adventives qui permettent à la plante de se multiplier.
Les tiges enserrant un arbre peuvent également le protéger d'un feu courant, de la fracture par le gel, des animaux susceptibles d’endommager l'écorce.
Le lierre absorbe l'excès d'humidité, et a une action chimique inhibitrice sur les champignons, bactéries ou parasites pouvant s'attaquer à un arbre.
La chute des feuilles de lierre forme une litière importante qui se décompose à contretemps des autres ligneux, apportant des minéraux pour la strate arborée, ce qui favorise la croissance des arbres.
Acteur essentiel de la biodiversité, le lierre associé à un Chêne abrite « plus de 700 organismes vivants différents (tous les règnes et espèces confondus) ».

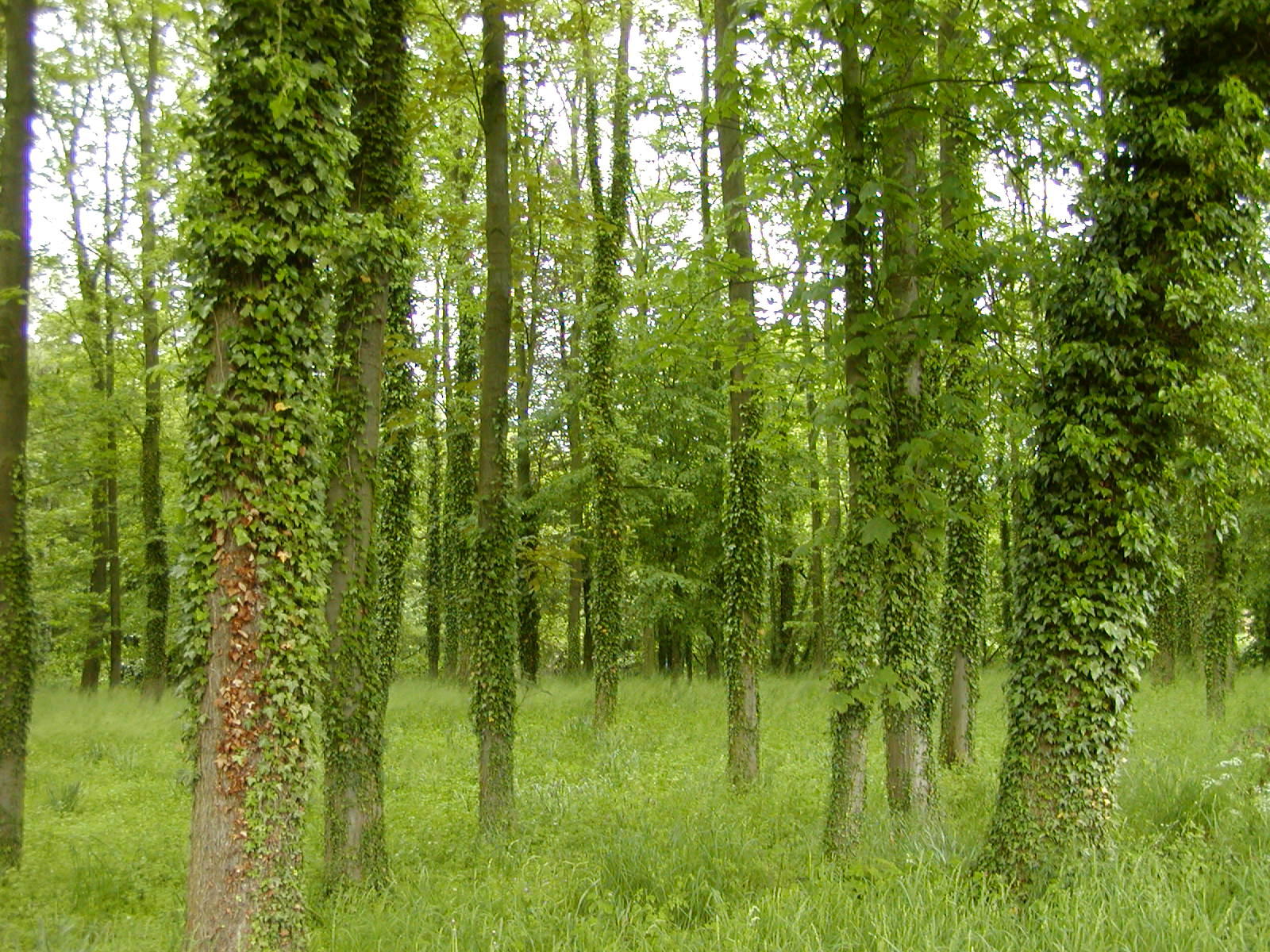
Le lierre escalade spontanément les arbres ou obstacles quand il est exposé à la lumière, Osnabrück, Basse-Saxe.
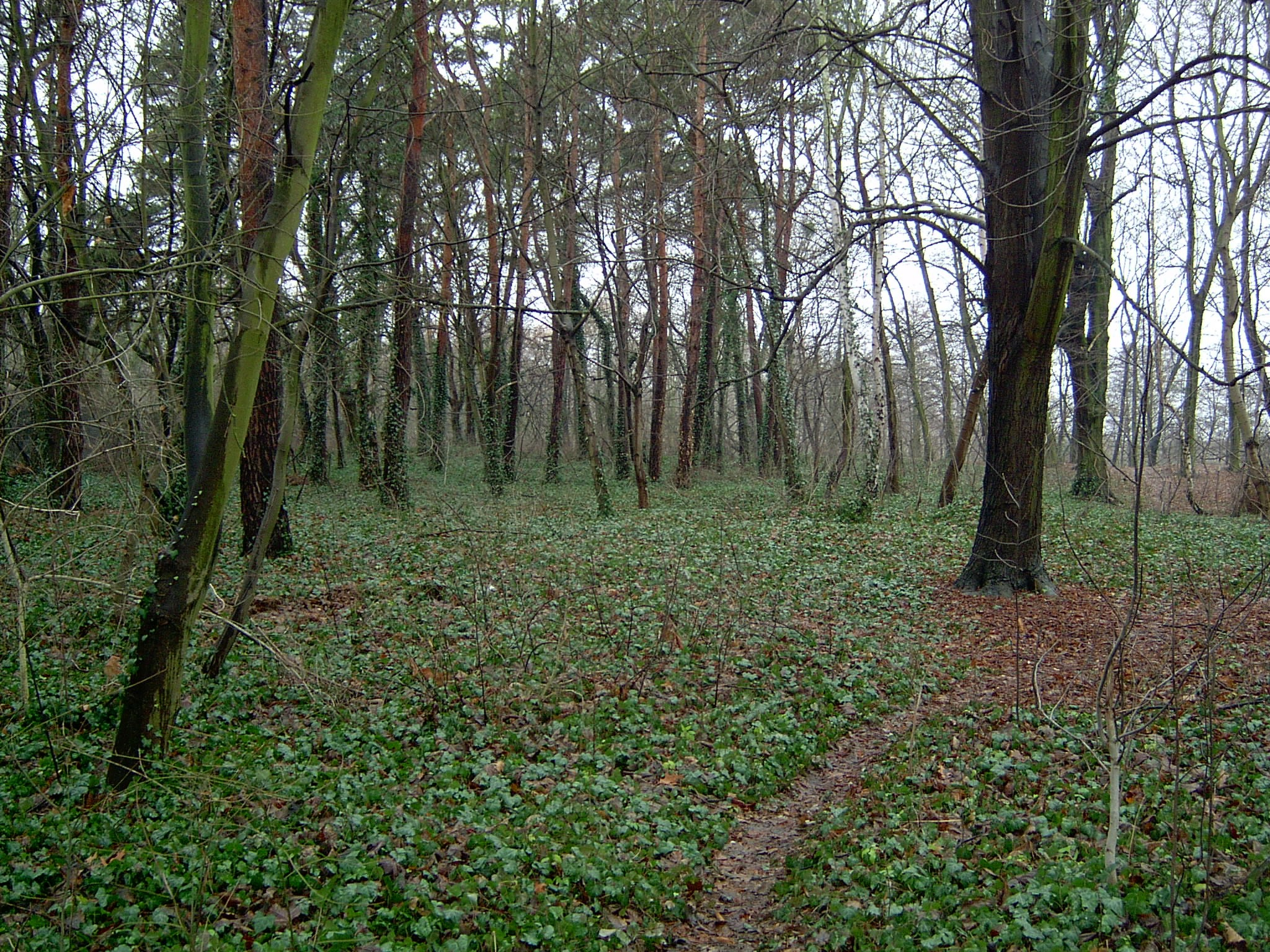
Le lierre quand il est rampant ne fructifie pas, mais il protège le sol, Szczecin, Pologne.
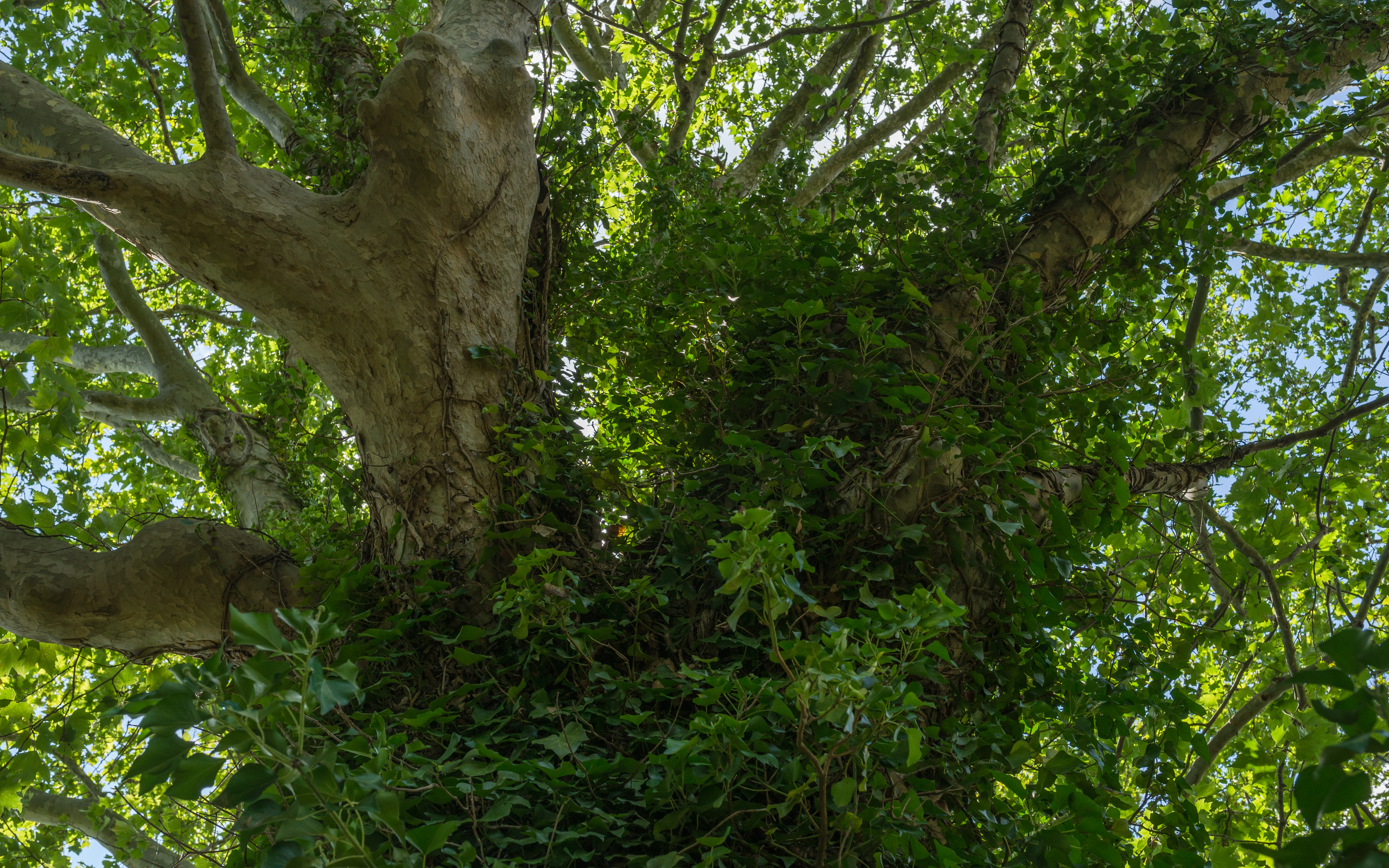
Du lierre grimpant sur un platane commun à Agde.
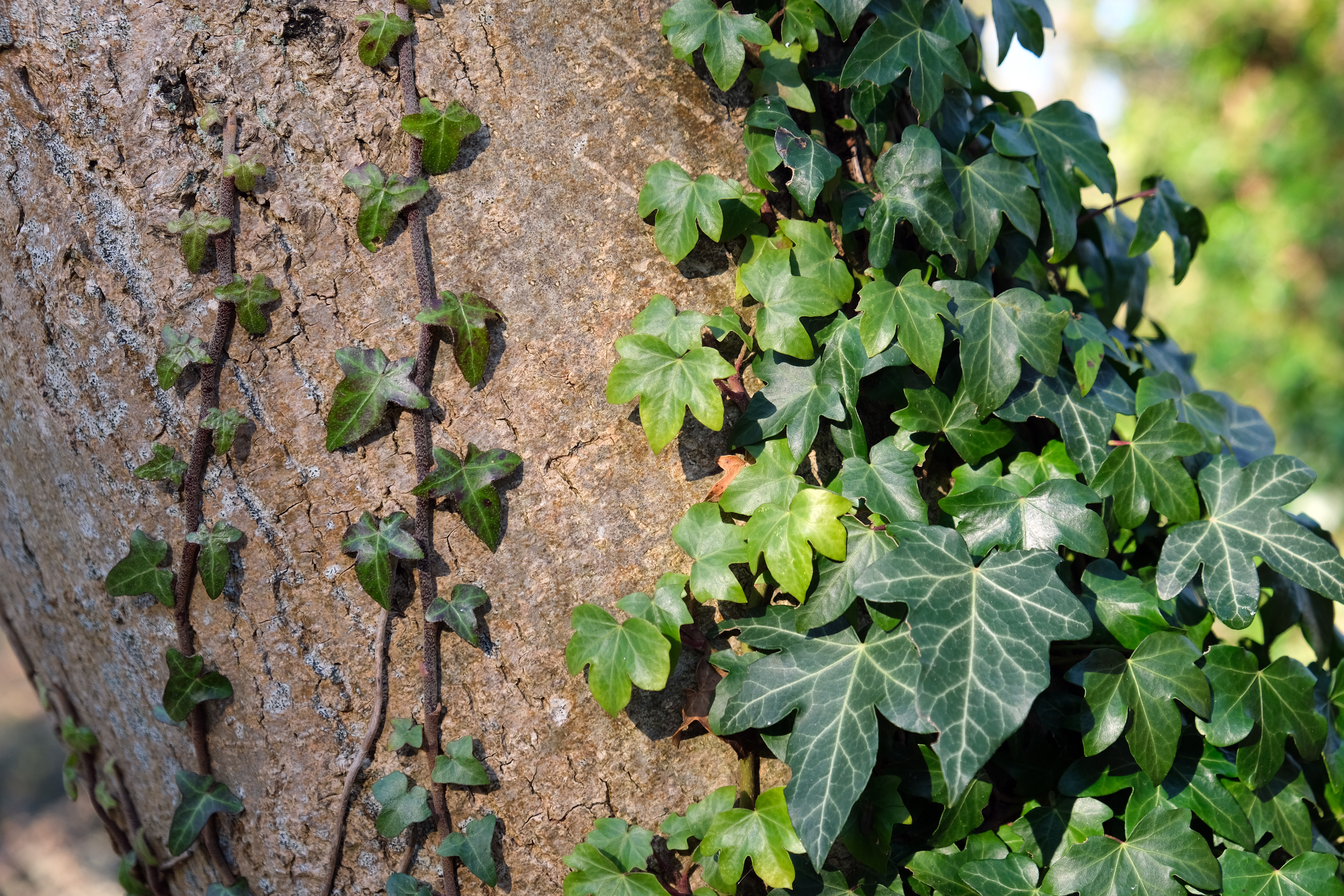
Lierre sur un arbre.

### Surveillance du lierre
Le lierre grimpant n'est pas une plante parasite. Il utilise l'arbre comme support et cohabite sans nuisance tant qu'il n'atteint pas les branches principales de l'arbre.
Au-delà de cette limite, le lierre présente les principaux inconvénients suivants :
- par son feuillage, le lierre prive l'arbre de lumière et bloque sa production interne de sucres par manque de photosynthèse. « C'est le cas notamment des pins qui ont besoin de beaucoup de lumière pour leurs aiguilles... Le lierre se multipliant d'année en année finit toujours par envahir le houppier de l'arbre[26] » ;
- par son feuillage également, le lierre empêche l'arbre de respirer, le respiration se faisant essentiellement par les feuilles de l'arbre ;
- par sa présence, le lierre prive l'arbre d'une partie de l'humidité absorbée par son écorce. Par ailleurs, « Dans une faible mesure, le lierre fait concurrence à l'arbre pour le prélèvement des éléments nutritifs du sol et de l'eau[27] » ;
- par son poids, le lierre alourdit l'arbre au risque de casser ses branches ;
- par son volume, le lierre en hauteur offre une prise au vent risquant de casser l'arbre (surtout les arbres âgés et les espèces tendres comme le peuplier, le saule et le frêne).

Ainsi, un lierre laissé à l'état sauvage (sans le surveiller et sans le tailler au bon moment) peut faire mourir un arbre par dénutrition, asphyxie, sécheresse ou casse.
Sur les jeunes plantations, le lierre peut également étouffer les arbustes susceptibles de donner naissance à des bourgeons à la base de leur tronc.
Par ailleurs, sur les vieilles maisons, le lierre peut déstructurer les murs en pierre sèche ou en torchis ou fissurés, et aussi desceller les gouttières ou soulever les tuiles s'il atteint le toit.
Enfin, il faut savoir que le lierre est une plante toxique pour les humains et la plupart des mammifères (via les feuilles fraîches et les baies) pouvant provoquer des troubles chez l'enfant.
À noter que :
- « Depuis des années, les jardiniers [de la Ville de Paris] maintiennent la présence du lierre sur le robinier du square Viviani. Il masque les étais peu esthétiques. Les bûcherons-élagueurs interviennent toutefois régulièrement pour limiter son développement. Il pourrait en effet étouffer l'arbre en empêchant la lumière de passer et son poids pourrait rompre les rameaux fragiles[28]. » ;
- « Malgré tous ces bons côtés, le lierre n'en demeure pas moins une plante envahissante. Et si elle ne pompe pas la sève de ses hôtes végétaux, elle peut les affaiblir en les recouvrant entièrement, empêchant le support de respirer et de voir la lumière[29]. »

## Distribution
Cette espèce est originaire d'Europe (îles Britanniques, Scandinavie, France, Benelux, Europe centrale, Italie, péninsule Ibérique, Balkans), et d'Asie occidentale (Chypre, Turquie).
C'est une plante capable de s'adapter à de nombreux milieux, peu exigeante quant à la nature du sol. On la trouve très couramment en sous-bois, mais aussi sur le littoral atlantique où elle résiste aux pluies abondantes et exposées aux embruns maritimes. Elle s'adapte aussi à la sécheresse dans les pays méditerranéens et peut pousser en montagne jusqu'à 1 000 m d'altitude. Elle ne résiste cependant pas aux grands froids,.
Elle a été répandue comme plante décorative par l'horticulture et introduite notamment en Amérique, en Nouvelle-Zélande et en Australie. Aux États-Unis, elle est considérée comme une plante envahissante. Elle est même interdite de transport, de vente et de propagation dans l'État de l'Oregon.

## Variétés

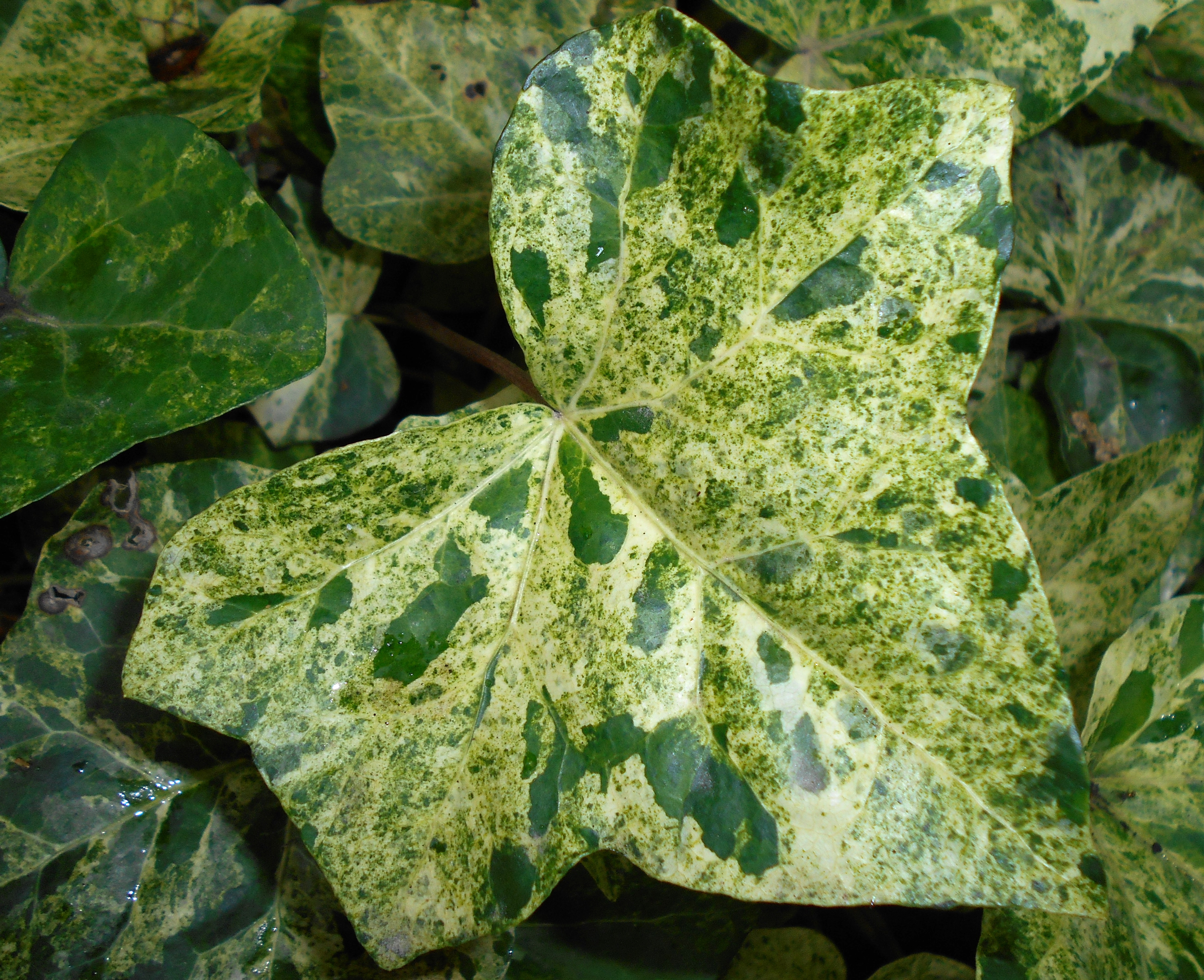
Feuille de Hedera helix 'Profesor Seneta'.

Il existe plusieurs centaines de variétés de lierre cultivé. Citons en particulier :
- Hedera helix 'Anita', lierre miniature ;
- Hedera helix 'Erecta', à port buissonnant et tiges dressées portant de petites feuilles rondes ;
- Hedera helix 'Gavotte', lierre à feuilles de saule, entières lancéolées ;
- Hedera helix 'Maple leaf', lierre à feuille d'érable, à lobes profondément divisés et dentelés ;
- Hedera helix 'Pedata', lierre à feuilles dites pédalées, à cinq lobes dont le lobe central est long et étroit ;
- Hedera helix 'Sagittifolia', lierre à feuilles sagittées vert tendre, à cinq lobes dont le lobe central est très allongé ;
- Hedera helix 'Sagittifolia variegata', lierre à feuilles sagittées vert et crème, à cinq lobes dont le lobe central est très allongé.

Il existe également de nombreuses variétés à feuillage panaché.

## Utilisations

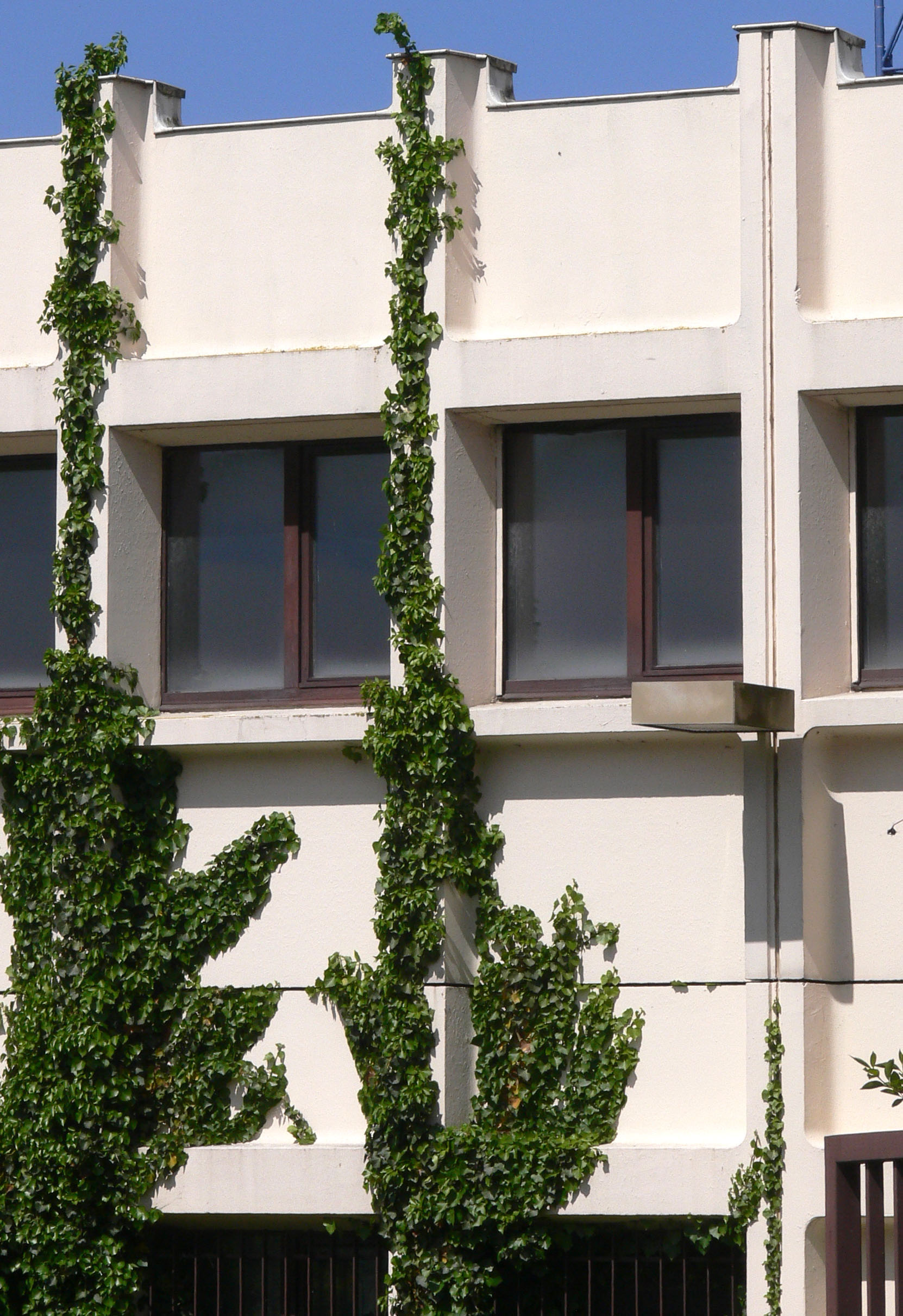
En hauteur, le lierre pousse préférentiellement dans une fente verticale quand elle est bien éclairée et qu'il en a la possibilité ; Il est ainsi possible de le « guider » vers le haut.

De la même manière, un mur ne souffrira pas du tout de la venue du lierre, le mur sera au contraire protégé par celui-ci, à condition de l'entretenir quelque peu. Un mur en mauvais état à l'origine ou bâti avec des matériaux mal conçus sur lequel le lierre pousse sera à l'inverse endommagé ; installer une treille permet d'éviter tout dégât.
Durant les premières années d'une plantation, le lierre doit être tenu à l'écart, celui-ci risquant à l'évidence d'étouffer les jeunes arbres. Il sert ensuite à renforcer l'unité de structure de la plantation, le lierre formant une strate transversale complémentaire.[pas clair]
Le lierre empêche une régénération dense, le surpeuplement par les autres végétaux[réf. nécessaire] : il prévient en effet la levée d'autres arbres en sous-étage, tout en alourdissant les arbres déjà existants, les ébranchant voire précipitant la chute des sujets malades. Le lierre empêche donc la venue d'une strate herbacée, or ce sont en particulier les herbes qui entrent en concurrence avec les jeunes arbres, avec leur système racinaire superficiel.
Il crée donc un milieu plus ouvert[pas clair], tout en faisant croître la population animale (rongeurs, oiseaux, insectes). Ce qui est opportun[pas clair] puisque le lierre est une plante indicatrice d'un excès de matière organique végétale dans le sol, donc d'une carence en matière organique animale.
Il est donc inutile de couper les branches et d'arracher sans trêve les pousses de lierre, contrairement aux idées reçues ; il faudrait plutôt s'attacher à améliorer le sol[réf. souhaitée]. On peut apporter un compost équilibré, espacer les plantes, mettre un engrais vert permanent bien choisi, des animaux - les moutons sont très friands de lierre. C'est sans surprise que l'on trouvera beaucoup de lierre sur un versant nord, puisque c'est une plante d'ombre, donc c'est sur la façade nord d'un bâtiment que le lierre est le plus à l'aise.

### Plante dépolluante
Il est dit que le lierre est aussi une plante dépolluante,, captant certains composés potentiellement cancérigènes présents dans l'air: notamment le benzène et en moindre mesure le trichloréthylène[source insuffisante].

### Plante médicinale
Ses propriétés médicinales proviennent de la présence dans le bois et les feuilles de saponosides, flavonoïdes, d'acide caféique et d'acides chlorogéniques.
Les extraits de feuilles de lierre (Hederae folium) ont des activités spasmolytique/antispasmodique, anti-inflammatoire, antimicrobienne, analgésique, anthelminthique, antitrypanosomienne, antileishmania, antitumorale, antimutagène, moluscocide, antioxydante et antithrombine,,. Il a aussi été utilisé contre la gale.
La feuille de lierre (en usage interne) serait aussi un purgatif puissant, utilisé comme tel en France au moins jusqu'au XXe siècle.
L'extrait hydroalcoolique sec de feuille est utilisé dans la composition de sirops contre la toux dans des affections bénignes. Lipolytique, il est utilisé dans des pommades anticellulitique et conseillé dans le traitement d’appoint des régimes amaigrissants.
Il est riche en saponosides (saponines triterpéniques), qui le font utiliser contre les maladies des voies respiratoires avec formation intense de mucus, et contre les toux irritante d'origines virales (rhume) ; il est antitussif et antispasmodique,,.
Certaines saponines présentes dans le lierre (et le Calendula officinalis) semblent avoir une activité anti-mutagène.
En 2010, la recherche clinique avait conclu à une bonne efficacité et tolérance des extraits de lierre. H. helix pourrait être une option thérapeutique face aux premiers symptômes d'infections des voies respiratoires « La meilleure efficacité des préparations H. helix a été prouvée pour la toux, comme expectorant et pour réduire la fréquence et l'intensité de la toux », mais pour d'autres usages, l'efficacité médicamenteuse de cette plante reste cependant discutées (ex : une revue d'étude récente a conclu que « les préparations à base de feuilles de lierre peuvent être utilisées sans danger contre la toux due aux infections respiratoires aiguës et à la bronchite. Cependant, les effets sont au mieux minimes et d'importance clinique incertaine ». Cependant, une méta-analyse subséquente note que les personnes sans toux au bout de 7 jours de traitement sont de 18% contre 9% dans le groupe placebo, et qu'après un délai supplémentaire de 7 jours sans traitement le pourcentage est respectivement de 56 contre 26.

### Plante ornementale

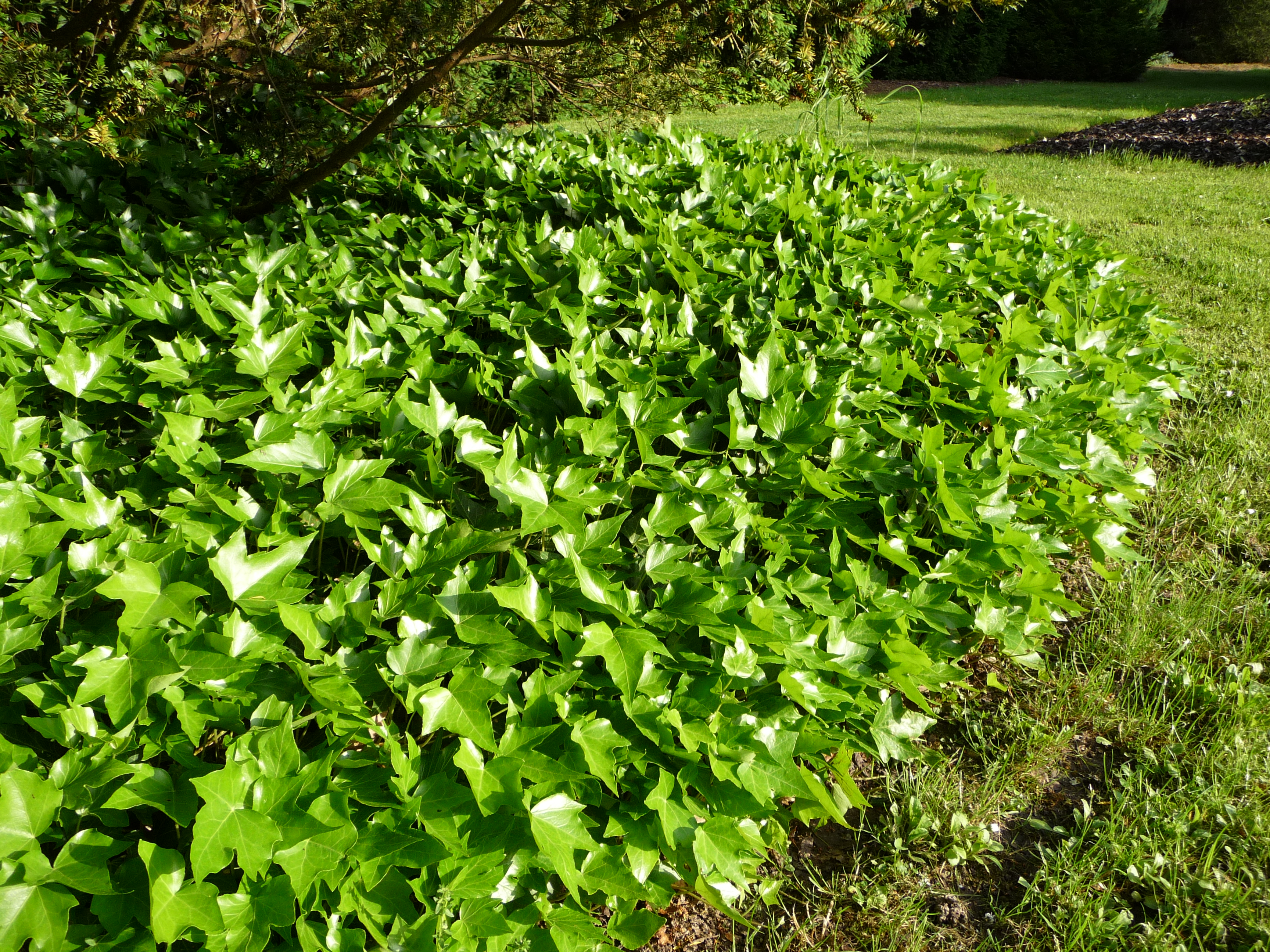
Le lierre peut être utilisé décorativement comme couvre-sol, mais il ne résiste pas au piétinement.

Le lierre est souvent utilisé pour couvrir des murs et des habitations. Ses crampons ne sont pas nuisibles pour les murs en bon état, mais il faut veiller dans le cas de murs en terre à l'émission de vraies racines qui peuvent causer des dégâts. Il faut aussi éviter qu'il recouvre les toits au risque de le voir soulever les tuiles. Sur les murs des habitations, le lierre présente un triple intérêt : il les protège des intempéries et du soleil, il assainit le sol au pied des murs et il constitue une excellente isolation thermique en hiver comme en été en réduisant les fluctuations de température de 0,5 à 2 °C.
Certaines variétés ornementales peuvent également être utilisées en topiaire en lui faisant garnir des formes préétablies.

### Plante couvre-sol
Plante tapissante, le lierre dans sa phase juvénile est utilisé comme couvre-sol. Grâce à son feuillage opaque et persistant, il ombre la terre, ce qui permet le maintien de l’humidité, la protection de la pédofaune et la prévention de l'érosion des sols.
Le lierre sert ainsi de couverture pour les endroits ombragés, pour garnir les tonnelles et pergolas.

### Culture et récolte
Le lierre se propage, par semis, boutures ou rejetons enracinés. Ses feuilles peuvent se récolter toute l'année, pour être séchées.

## Toxicologie
Toutes les parties de la plante contiennent des saponosides (hédérine (en)) toxiques.
Les animaux consomment volontiers des feuilles jeunes, les abeilles butinent les fleurs à l'automne, ce qui fournit un miel non dangereux mais dont la cristallisation très rapide se fait dans les rayons des cadres avant l'extraction. Les drupes sont par contre très toxiques. Dès la consommation de 2-3 baies chez l'enfant, apparaissent les symptômes de l'intoxication : sensation de brûlure de la bouche, hypersalivation, vomissements, diarrhées abondantes. Une consommation plus importante peut entraîner délire, hallucinations, convulsions, mydriase, coma puis mort par asphyxie. Les Grecs dans l'Antiquité buvaient pourtant du vin dans lequel avaient macéré des feuilles de lierre, pensant se protéger ainsi d'empoisonnements.
Le contact des feuilles peut déclencher des dermatites dues à la présence de falcarinol et de didehydrofalcarinol.

## Acteur de biodiversité
La discrète floraison du lierre qui s'étale de la mi-septembre à la mi-octobre rappelle que son ancêtre est d'origine tropicale, poussant à une époque où il n'y avait pas de saison froide. Ces fleurs sont une ressource importante de pollen et de nectar pour de nombreux insectes (environ deux cents) : Abeille domestique, Abeille du Lierre, des mouches (Milésie frelon, Mésembrine de midi, Eristale tenace, Lucilie, Syrphes dont les larves se nourrissent de pucerons), des guêpes et de véritables frelons, des coléoptères (Cétoine), ou des papillons (Vanesses et certains papillons qui lui sont inféodés, Larentie verdâtre (en), Tordeuse de l'œillet, ou l'Azuré des nerpruns, seul papillon de jour à se développer sur le Lierre),. Les principaux pollinisateurs du lierre sont des mouches.
De nombreuses espèces d’oiseaux utilisent son feuillage compact comme refuge été comme hiver, site de nourrissage (passereaux frugivores, mais aussi mammifères comme les chauves-souris, le lérot, le renard ou la martre) et de nidification (nids de Troglodyte mignon, Merle noir, Mésange à longue queue, Rouge-gorge, Roitelet triple-bandeau), comme dortoir collectif (Moineaux domestiques) ou individuel (Chouette hulotte, Hibou moyen-duc),.

## Maladies
C'est une plante rustique, bien que localement parfois attaquée par des invertébrés. Récemment (2020), on a caractérisé le génome d'un virus (badnavirus) qui infecte le lierre.

## Culture

### Symbolique
Bien qu'il soit accusé dès l'Antiquité de ruiner les cimetières et étouffer les arbres, le lierre a des propriétés médicinales et une symbolique qui ont suscité l'ambivalence de sa réputation. Plante vivace, elle est le symbole de la longévité, et particulièrement de l'amour constant. Le lierre, qui embrasse les arbres, est aussi adopté comme symbole de l'amitié. Plante sacrée très respectée des druides, il est un symbole puissant de force vitale et d'énergie. « Dans les mariages druidiques, on reliait quelquefois les poignets des mariés avec une liane de lierre dans le but de renforcer leur amour ».
Au Moyen Âge, cette symbolique végétale de l'attachement rappelle la condition féminine : tel le lierre accroché à son arbre et qui meurt souvent avec lui, la femme étreint l'époux dans la joie et dans l'adversité (avec la devise « on meurt là où l'on s'attache »).

### Calendrier républicain
Le nom du lierre fut attribué au 18e jour du mois de frimaire du calendrier républicain ou révolutionnaire français, généralement chaque 8 décembre du calendrier grégorien.